# Sint-Laurentiuskerk (Lokeren)
De Sint-Laurentiuskerk is een pseudobasilicale kruiskerk in de Belgische stad Lokeren. Ze ligt aan het Kerkplein en de Grote Markt. De omgeving is een plaatselijke toeristische trekpleister.

## Architectuur
De kerk is opgetrokken in een classicistische barokstijl met gotische elementen.
Het schip omvat een middenbeuk en twee zijbeuken. In de oksels van het koor is links een sacristie en rechts een weekkapel ingericht.
De plannen voor de monumentale voorgeveltoren werden gemaakt in de periode van 1719 tot 1726. Zij zijn van de hand van bouwmeester Pieter De Smet, maar de constructie werd slechts meer dan een eeuw later, in 1847, gerealiseerd. 
De westgevel bestaat uit een toren in natuursteen (67m hoog), met daarop een spits van 4m lang ondersteund door een vergulde metalen bol. Dit maakt de totale lengte van de toren 71m. De monumentale ingangspoort is gehouwen in arduin.

## Geschiedenis
De oudste vermelding van een gebedshuis op deze plaats dateert van 1139. De toenmalige kruiskerk met vieringtoren werd in 1584 in belangrijke mate tot puin herleid door het oorlogsgeweld. Tijdens de periode van 1585 tot 1621 werd zij heropgebouwd en vergroot met een rechterzijbeuk en twee zijkoren. De linkerzijbeuk werd anno 1670 toegevoegd. 
De kerk kreeg haar huidige vorm tijdens de jaren 1719 tot 1726, volgend op de brand van 1719.
Aan de zuidkant staat -in open lucht- het Ryngautmonument. In 1778 werden dit arduinen portiek en heiligenbeelden geplaatst op last van de heer Ryngaut als aandenken aan zijn familie, die destijds een zeer groot maatschappelijk aanzien genoot.
In 1944, tijdens de Tweede Wereldoorlog, werd de kerktoren geraakt door een Duitse bom aan de westelijke kant van de toren. De schade was echter minimaal, maar het er was een duidelijke holte zichtbaar in de gevel. In dat zelfde jaar werd op 24 januari 1944 de kerk geklasseerd als monument van onroerend erfgoed (ID 17929).
De toren is uitgerust met een beiaard die 49 klokken omvat en die door koning Boudewijn in 1956 werd ingehuldigd.

## Interieur

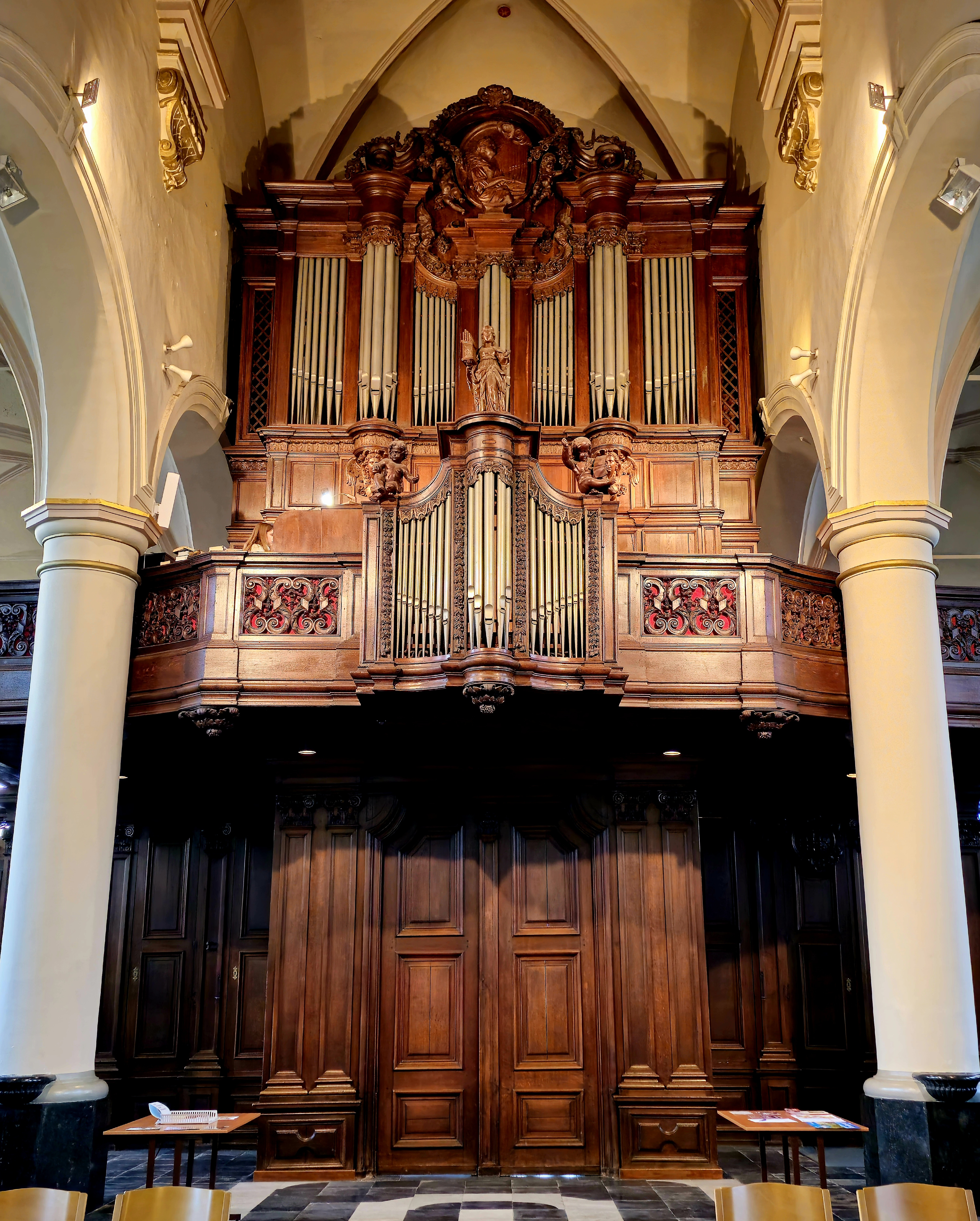
Orgel

In de linkerzijbeuk staat het O.L.Vrouw-altaar de dato 1671, uit hout vervaardigd door de Antwerpenaar J.B. de Vree.  Het werd in 1886 vernieuwd door J. De Cuyper uit Antwerpen. In de rechterzijbeuk treft men het Sint-Laurentiusaltaar aan. Dit werd vermoedelijk in 1683 gebouwd, eveneens door J. B. de Vree. Het werd in 1864 door J. De Cuyper vernieuwd. In de kruisbeuk, links, bevindt zich een biechtstoel toegeschreven aan de Gentenaar Livinus Van Helderberg. Gebouwd in 1731 stelt hij, van links naar rechts, Magdalena, Petrus, David en de Verloren Zoon voor.
De preekstoel werd door de Mechelaar Theodoor Verhaegen in 1736 gebeeldhouwd. Hij verbeeldt de twaalfjarige Jezus in de tempel, omringd door de schriftgeleerden.
Eveneens in de 18e eeuw werd het huidige hoogaltaar gebouwd. Het stelt het Heilig Hart van Christus voor, in wolken en stralen, benevens de gekruisigde Christus en een pelikaan. Onder het altaar ziet men het zinnebeeld van het Lam Gods, vervaardigd in hout. Dit altaar werd sedert zijn eerste samenstelling meermaals verbouwd; de laatste aanpassing dateert van 1887. De communiebank uit 1859 werd vervaardigd door De Prètere uit Antwerpen. Tijdens datzelfde - en het daaropvolgende jaar bouwde de betrokkene eveneens de kruisweg en de lambrisering die de muur van de linker- en de rechterzijbeuk bekleden.
Het houten zijaltaar van St-Barbara, in de kruisbeuk rechts, werd in 1863 ontworpen door J. De Cuyper (Antwerpen).
In de viering staan verscheidene houten heiligenbeelden opgesteld:
- uit de 18e eeuw: St-Carolus-Borromeüs, St-Bonaventura, St-Antonius, Sint-Rochus, St-Blasius en St-Franciscus;
- uit de 19e eeuw: St-Jozef, St-Anna, H. Joannes Nepomucenus, St-Ursula, St-Joachim en St-Dominicus.

In 1878 bouwde de Heer Verwimp uit Antwerpen het koorgestoelte. Dit is versierd met de vier profeten: Ezechiël, Jeremias, Jesaïa en Daniël. De voorkant is verfraaid met medaillons die de twaalf apostelen en hun symbolen voorstellen.
In 1897 bracht J. De Cuyper (Antwerpen) rechts in de viering medaillons aan, nabij het zij-altaar van Sint-Laurentius. Zij stellen het leven, de roeping, het diaconaat en de marteling van deze heilige voor. Links in de viering plaatste hij medaillons die de weergave zijn van de "Zeven weeën van Maria".

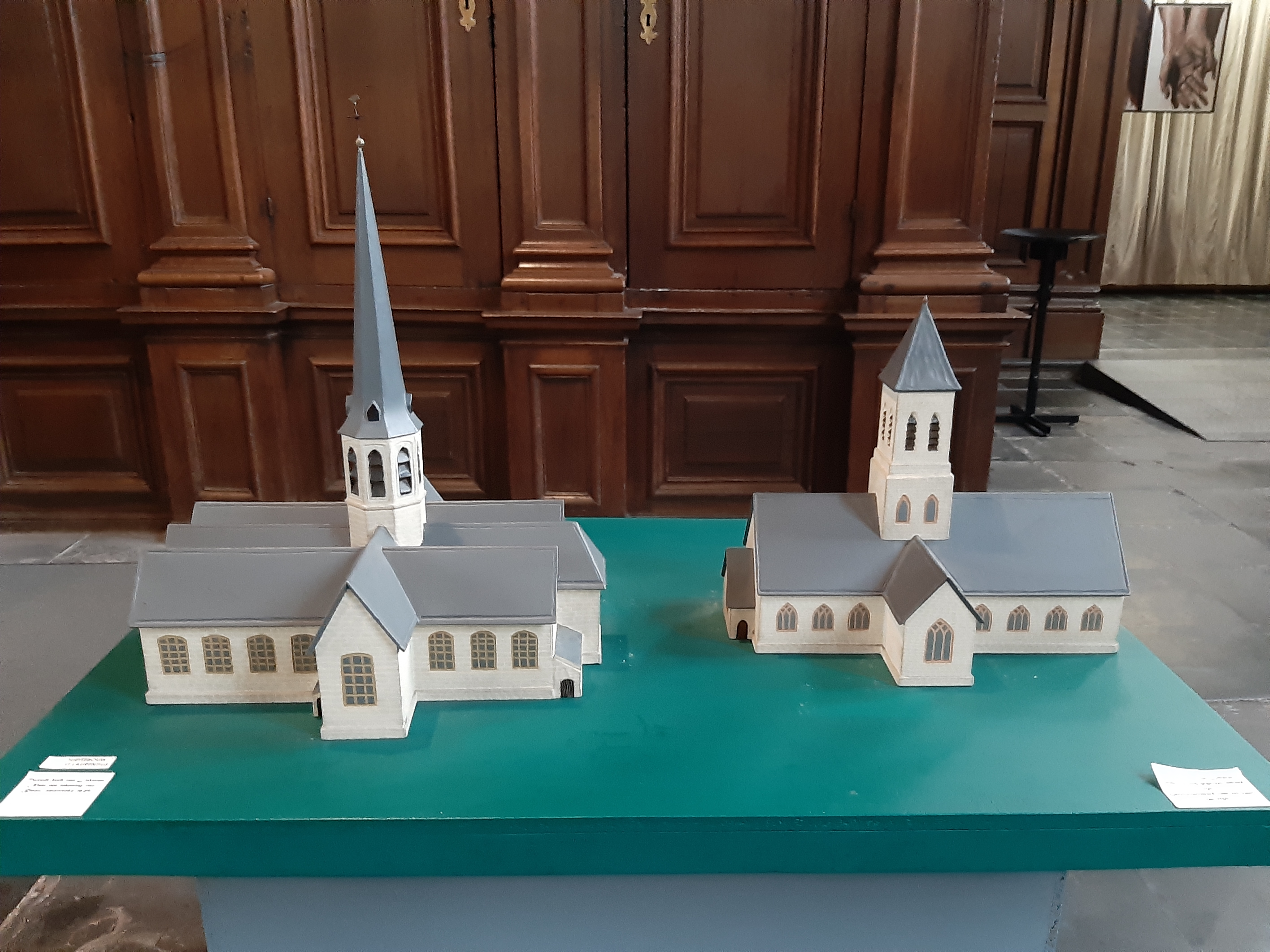
Maquette van de verschillende bouwfasen.
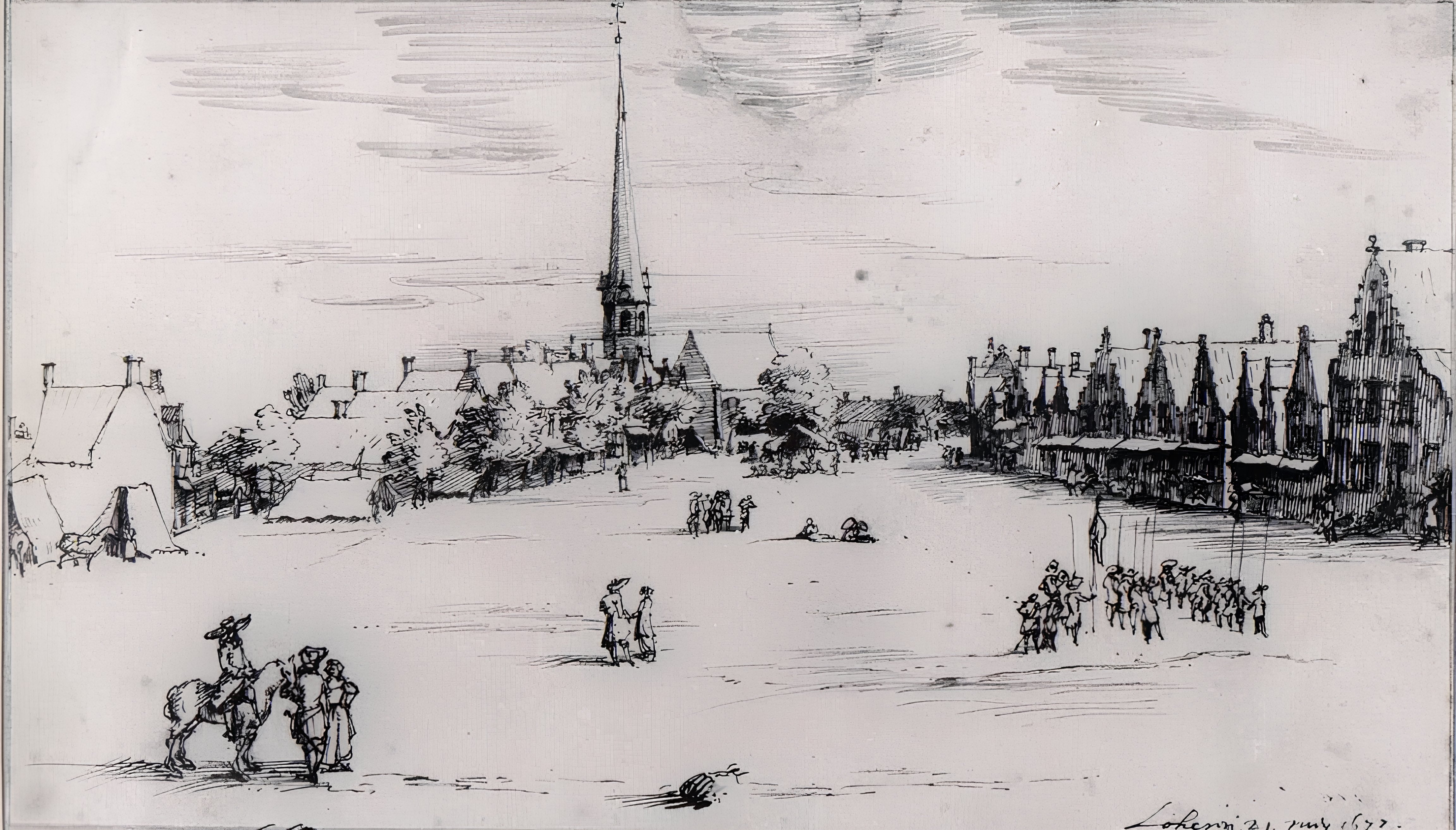
Voormalige Sint-Laurentiuskerk (in de achtergrond) in 1677 voor de verbouwingen van 1725
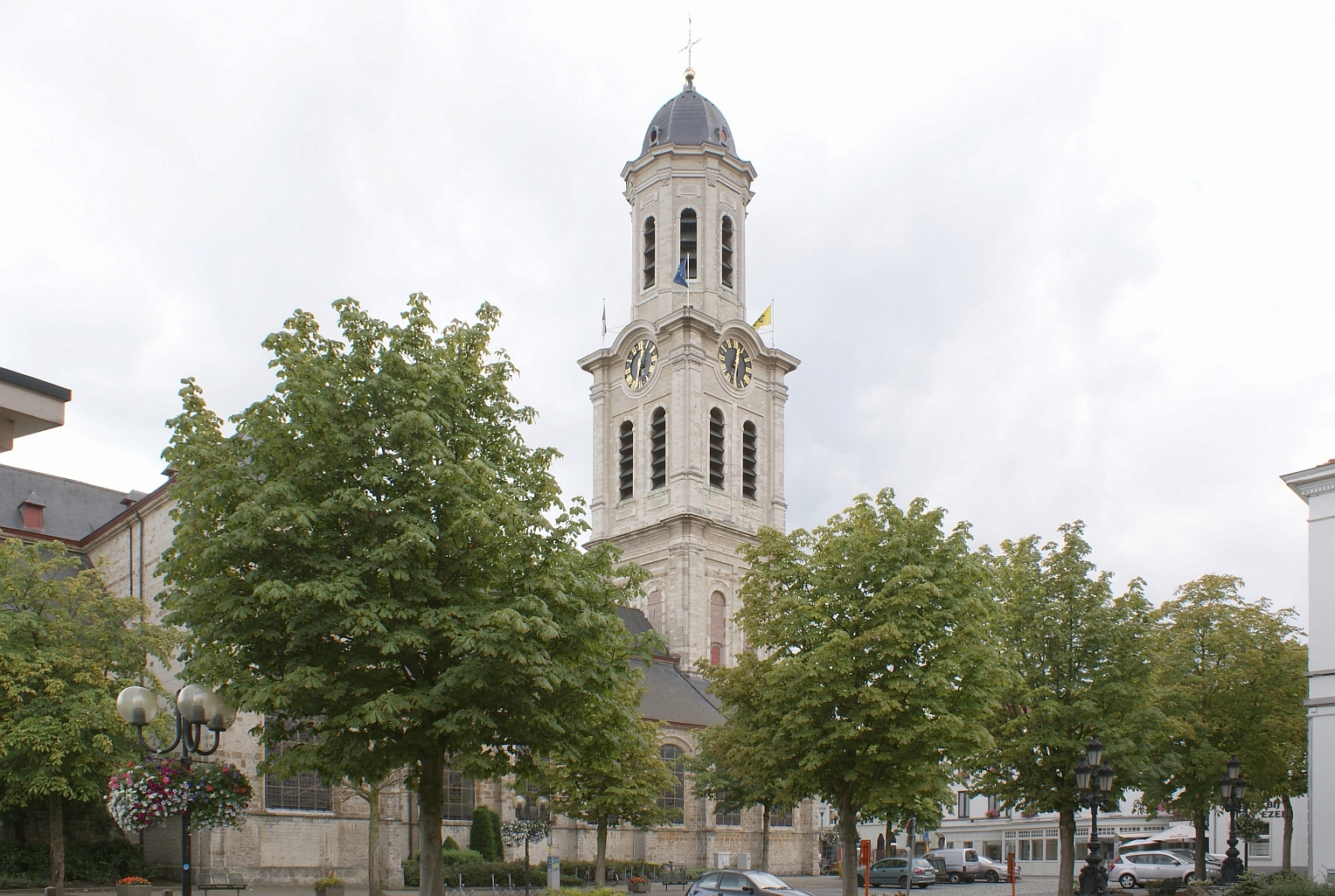
Sint-Laurentiuskerk vanaf het Kerkplein
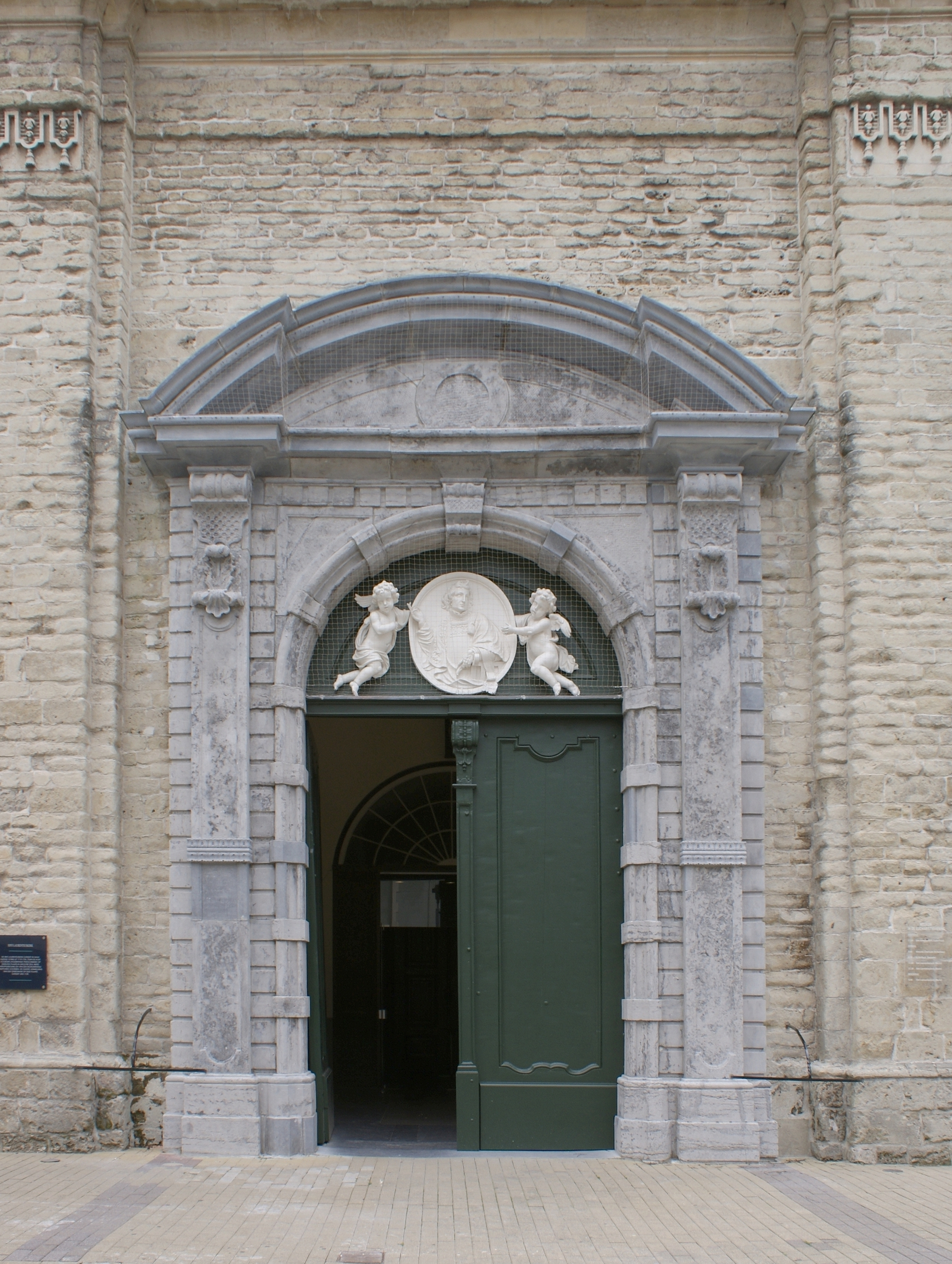
monumentale poort, 18e eeuw. gehouwen in arduin.
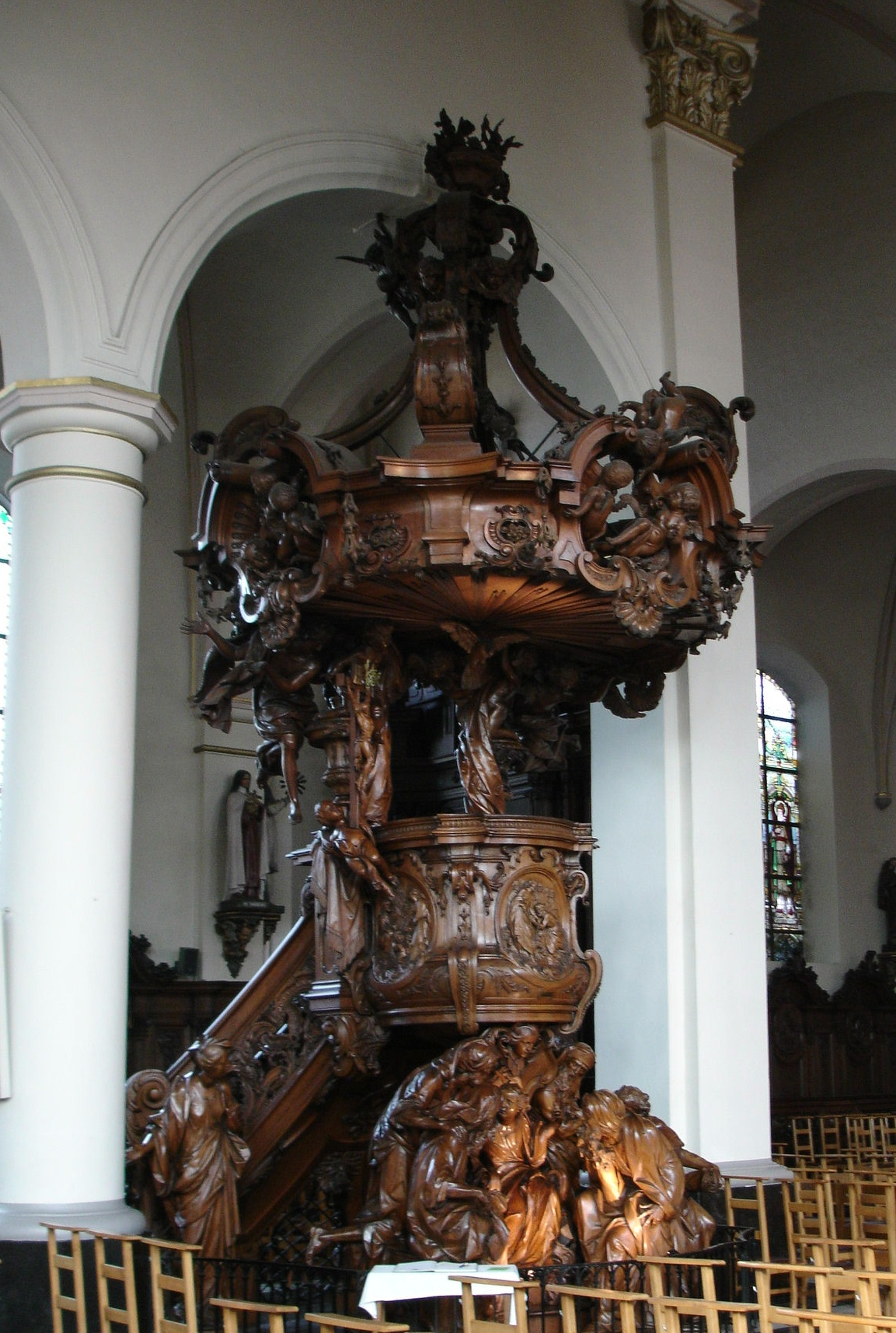
Preekstoel, gesneden uit hout.
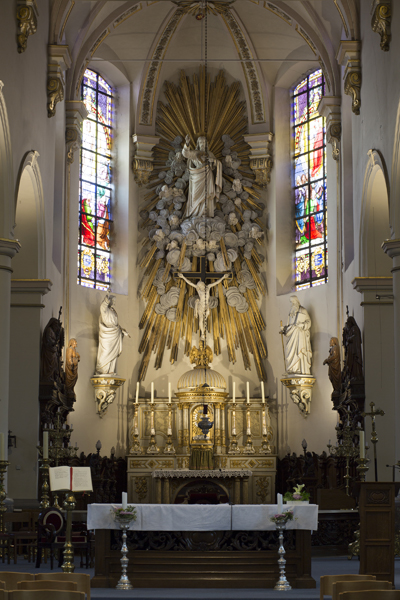
Hoogaltaar.

## Glas-in-loodramen

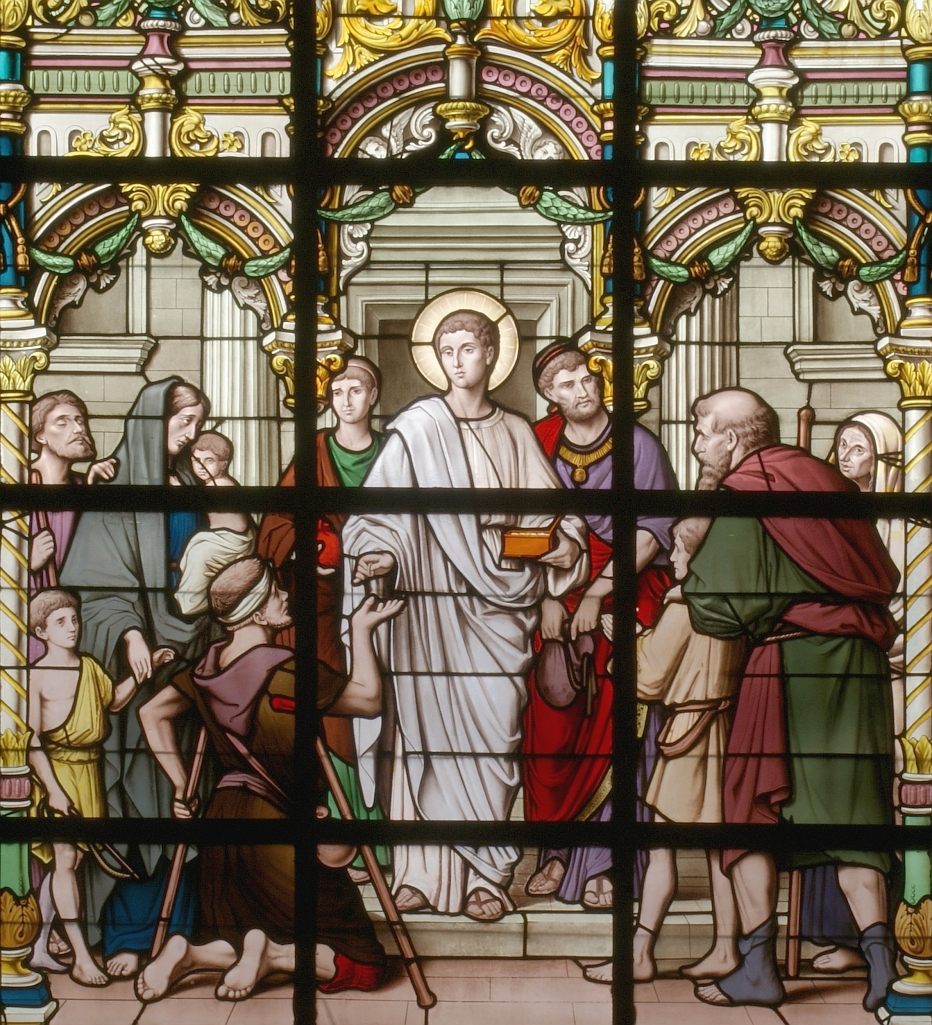
H. Laurentius, weldoener

De glasramen dateren hoofdzakelijk uit de 19e eeuw:
In het hoogkoor:
- "De aanbidding door de herders" (1874). Dit raam was een schenking van de kosters van Lokeren;
- "De aanbidding door de koningen" (1874). Schenking van de kosters van Lokeren;
- "De verheerlijking van Christus op de berg Thabor" (1873). Schenking van de familie Verstraten;
- "De hemelvaart van Christus" (1873). Schenking van de familie Verstraten.

Deze ramen werden ontworpen door een plaatselijke glazenier: Leopold Van der Poorten uit Lokeren.
In de viering rechts:
- "De marteling en de verheerlijking van Sint-Laurentius" door Charles Lévêque uit Beauvais (Oise) (1875). Dit raam was een schenking van burgemeester Carolus Eugenius Thuysbaert;
- "De vervolging van de jonge kerk" door Stalins-Janssens uit Antwerpen (1886). Schenking van Clementina Verstraeten;
- "H. Laurentius, weldoener", met opschrift "Caecos illvminat thesavros Ecclesia dat pavperibvs" door Stalins-Janssens (1886). Schenking van Maria Verstraeten.[1]

In de viering links:
- "De kroning van Maria" door Charles Lévêque (Beauvais) (Oise) (1875). Schenking van Maria en Clementina Verstraeten;
- "O.L.Vrouw van de Rozenkrans", "H. Dominicus" & "H. Brigitta" door Stalins-Janssens (Antwerpen) (1885). Schenking van Clementina Verstraeten;
- "H. Anna", "H. Jozef" & "H. Joachim" door Stalins-Janssens (Antwerpen) (1885). Schenking van Maria Verstraeten.

In de kruisbeuk rechts:
- "De verheerlijking van de H. Barbara" door Stalins-Janssens (Antwerpen) (1887).

In de kruisbeuk links:
- "De bekering van St-Paulus" door Stalins-Janssens (Antwerpen) (1887).

In de zijbeuken links en rechts:
- voorstellingen van heiligen door Arthur Verhaegen en Joseph Casier (Gent) (1895-1897).